# Edward W. Pattison

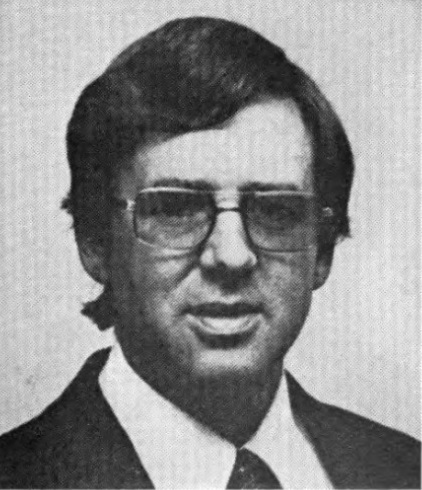
Edward W. Pattison

 Edward Worthington Pattison (* 29. April 1932 in Troy, New York; † 22. August 1990 in West Sand Lake, New York) war ein US-amerikanischer Politiker. Zwischen 1975 und 1979 vertrat er den Bundesstaat New York im US-Repräsentantenhaus.

## Werdegang
Im Jahr 1949 absolvierte Edward Pattison die Albany Academy. Danach studierte er bis 1953 an der Cornell University in Ithaca. Zwischen 1954 und 1956 diente er in der US Army. Nach einem Jurastudium an der Cornell University und seiner 1957 erfolgten Zulassung als Rechtsanwalt begann er in Troy in diesem Beruf zu arbeiten. Gleichzeitig schlug er als Mitglied der Demokratischen Partei eine politische Laufbahn ein. Im Jahr 1970 kandidierte er noch erfolglos für den Kongress. Zwischen 1970 und 1975 war er Kämmerer im Rensselaer County. Im Jahr 1973 scheiterte seine Kandidatur für das Amt des dortigen Bezirksrats.
Bei den Kongresswahlen des Jahres 1974 wurde Pattison im 29. Wahlbezirk von New York in das US-Repräsentantenhaus in Washington, D.C. gewählt, wo er am 3. Januar 1975 die Nachfolge des drei Tage zuvor zurückgetretenen Republikaners Carleton J. King antrat. Nach einer Wiederwahl konnte er bis zum 3. Januar 1979 zwei Legislaturperioden im Kongress absolvieren. Im Jahr 1978 wurde er nicht erneut bestätigt. Nach dem Ende seiner Zeit im US-Repräsentantenhaus ist Pattison politisch nicht mehr in Erscheinung getreten. Er starb am 22. August 1990 in West Sand Lake.